# گرتسانا
گرتسانا (به ایتالیایی: Grezzana) یک کومونه در ایتالیا است که در استان ورونا واقع شده‌است.

## خصوصیات
گرتسانا ۵۲٫۰ کیلومترمربع مساحت و ۱۰٬۵۲۵ نفر جمعیت دارد و ۱۶۹ متر بالاتر از سطح دریا واقع شده‌است.

## خواهرخوانده
شهر Bodenheim خواهرخواندهٔ گرتسانا هست.